# The way to Rebild
|  | Denne artikel er oprettet af botten Steenthbot ud fra en ekstern database. Den kan derfor have sproglige fejl eller mangler. Denne skabelon kan fjernes efter kontrol af indholdet. |

The way to Rebild er en dansk dokumentarfilm fra 1961 instrueret af Ingolf Boisen efter eget manuskript.

## Handling
Skildrer festlighederne , der hvert år afholdes i Rebild, foruden et ikonografisk afsnit, der belyser danskernes tilknytning til U.S.A. gennem emigration.